# Памятник защитникам побережья
Памятник защитникам побережья (пол. Pomnik Obrońców Wybrzeża) — памятник, открытый 9 октября 1966 года на полуострове Вестерплатте вблизи Гданьска.
Памятник увековечивает оборону крепости польскими войсками от немецких в первые дни Второй мировой войны (с 1 по 7 сентября 1939 года). Памятник высотой в 23 метра был построен из 236 блоков гранита общим весом в 1150 тонн из нижнесилезского каменного карьера в г. Стшегом. Памятник установлен на набережной портового канала на насыпном кургане. Авторами проекта были архитекторы и скульпторы Адам Хаупт, Францишек Душенько, Чеслав Гайда и Генрих Китовский.

## Ссылка
- Z. Flisowski, "Tu na Westerplatte", Książka i Wiedza, Warszawa: 1982.